# Albert Maennchen

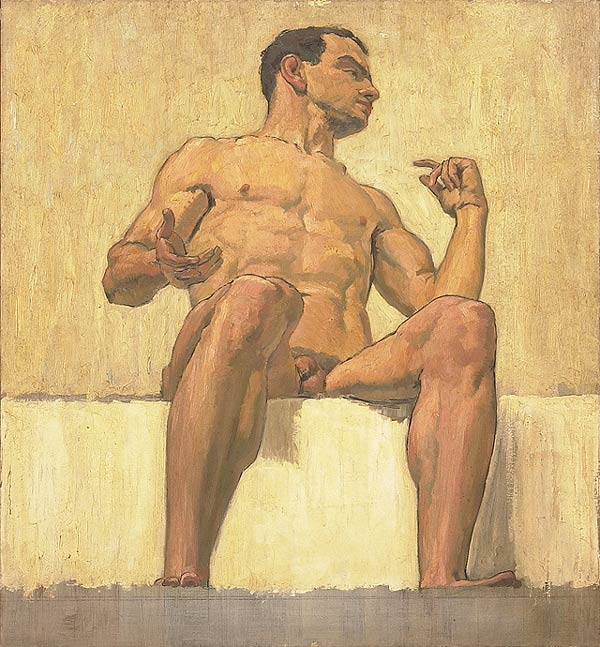
Sitzender Männerakt, Studie für den Kammergerichtssaal in Berlin

Albert Maennchen (* 30. Mai 1873 in Rudolstadt; † 12. Januar 1935 in Berlin) war ein deutscher Maler, Vertreter der dekorativen und monumentalen Malerei sowie Freskomaler.

## Leben
Albert Maennchens Eltern waren der Gerbermeister Carl Maennchen und dessen Frau Emilie, geb. Güntsche. Albert war das dritte von acht Kindern – seine Brüder Adolf, Gustav, Albert und Louis wurden später alle Kunstmaler oder Malermeister. Den ersten Kunstunterricht erteilte die Mutter den Kindern. Alberts zwölf Jahre älterer Bruder, der Landschafts- und Genremaler Adolf Maennchen (1860–1920), übernahm später die Vaterrolle und holte die Familie zu sich nach Steglitz, als der zurückbleibende Vater stark alkoholabhängig wurde.
Albert Maennchen konnte die Volksschule im Frühjahr 1888 abschließen und begann eine zweijährige Malerlehre beim Berliner Malermeister Carl Lange. Bis 1893 arbeitete er als Malergehilfe und anschließend als Meister. Sein Bruder Adolf unterrichtete ihn seit den 1890ern ergänzend im Zeichnen und Malen.
Seit dem Jahr 1890 besuchte Albert Maennchen außerdem parallel zur handwerklichen Tätigkeit Tages- und Abendkurse an der Unterrichtsanstalt des Kgl. Kunstgewerbemuseums Berlin. Er studierte die Fächer Ornamentik, dekorative Malerei, Plastik, Kunstgeschichte und Architektur bei Carl Zaar, Max Friedrich Koch, Alexander Kips, Ludwig Manzel und Peter Jessen. 1897 und 1898 war er Schüler des Historienmalers Josef Scheurenberg an der Hochschule für die Bildenden Künste in Berlin-Charlottenburg. Maennchen verstand sich mit Scheurenberg jedoch nicht und brach das Studium daher frühzeitig ab.
Zwischen dem Sommer 1899 und dem Winter 1906/1907 unternahm Maennchen viermal für mehrere Monate private Weiterbildungsreisen an die Académie Julian in Paris.
Albert Maennchens große Schaffensperiode war 1918 beendet. Die dekorative und monumentale Malerei war nach dem Ersten Weltkrieg nicht mehr gefragt. Er starb am 12. Januar 1935 an den Folgen von Lungenkrebs und wurde in der Familiengrabstätte Grabmal Maennchen, die von Bruno Möhring gestaltet wurde und eine schmiedeeiserne Einfriedung von Eduard Puls erhielt, auf dem Friedhof Steglitz an der Bergstraße beigesetzt.

## Auszeichnungen
- Französische Staatsmedaille für Kunst der Weltausstellung Paris 1900
- Ehrendiplom der Industrie- und Gewerbeausstellung Düsseldorf 1902
- Italienische Staatsmedaille für Kunst der Prima Esposizione Internazionale d’Arte Decorativa Moderna Turin 1902
- Amerikanische Staatsmedaille für Kunst der Louisiana Purchase Exposition St. Louis 1904

## Werke
- 1900: Ausmalungen im „Deutschen Haus“ auf der Pariser Weltausstellung
- 1902: Ausmalung des „Saals der Gruppe von 1902“ im Kunstpalast Düsseldorf (nicht erhalten)[2]
- 1902: Ausmalungen im preußischen Repräsentationsraum auf der Prima Esposizione Internazionale d’Arte Decorativa Moderna in Turin
- 1904: Ausmalungen der Ausstellungsräume des Deutschen Reichs auf der Louisiana Purchase Exposition in St. Louis
- 1904: Deckengemälde im Schloss Groß Glienicke bei Potsdam
- 1905: Fresken und Wandgemälde im Justizgebäude in Rudolstadt
- 1910: Ausmalung der Pauluskirche in Berlin
- 1910: Ausmalung des Konzerthauses „Clou“ in Berlin (Gebäude zerstört)
- 1914: Monumentalgemälde (Baldur) in der Gemeindefesthalle in Berlin-Lankwitz
- 1915/1918: Deckengemälde im Plenarsitzungssaal des Kammergerichts in Berlin
- o. J.: Ausmalung der Vorhalle und des Vestibüls des Hauptpostamts Danzig mit figürlichen und ornamentalen Fresken
- Staffeleibilder: Porträts, Akte, religiöse und mythologische Darstellungen, Landschaften